# Саканин, Иван Степанович
Иван Степанович Саканин (4 марта 1922, Кольцовка, Чувашская АССР — 19 мая 1998, там же) — советский передовик сельскохозяйственного производства, участник Великой Отечественной войны, бригадир колхоза им. Ленина Вурнарского района, Герой Социалистического Труда (1950).

## Биография
Родился 4 марта 1922 года в деревне Кольцовка Вурнарского района (Чувашия). Работал трактористом, бригадиром полеводческой бригады колхоза им. Ленина Вурнарского района. Участник Великой Отечественной войны 1941—1945 гг.
Награждён двумя орденами Ленина, Отечественной войны 2-й степени, медалями.

## Высшая награда
Указом Президиума Верховного Совета СССР в 1950 году за высокие производственные показатели, за получение высоких урожаев зерновых культур Ивану Степановичу Саканину присвоено звание Героя Социалистического Труда с вручением ордена Ленина и золотой медали «Серп и Молот».